# Юго-западный университет «Неофит Рильский»
Юго-западный университет «Неофит Рильский» (SWU) находится в Благоевграде, Болгария, является одним из крупнейших государственных университетов страны.
Институт был институционально аккредитован сроком на шесть лет 26 июля 2012 г. с оценкой 9,26 (NEAA при Совете министров Республики Болгарии).
Назван в честь монаха и просветителя XIX в. Неофита Рильского, переводчика Священного писания на новоболгарский язык.

## Адрес
- Благоевград, 2700
- Ул. Ивана Михайлова, 66

## История
- 1975 г. — основан как филиал Софийского университета «Климент Охридский».
- 1983 г. — преобразование в самостоятельный высший педагогический институт приказом № 2296 от 04.08.83 г. Совета Министров
- 1995 г. — объявлен вузом решением Национального собрания, опубликовано в «Государственном вестнике», выпуск 68 от 01.08.95

## Услуги
- В университете 8 учебных корпусов, 18 аудиторий и лекционных залов с количеством посадочных мест более 100, и 20 аудиторий с количеством посадочных мест до 50, 84 конференц-зала, 72 лаборатории и компьютерных класса.
- Для обучения созданы театральный, музыкальный и танцевальный залы, галерея, видеозалы и др., в которых осуществляется обучение студентов по специальностям искусств.
- Студенты могут пользоваться Центральной библиотекой с 4 читальными залами, 4 факультетскими библиотеками.
- Университет имеет собственное издательство и полиграфическую базу.

## Структура
В настоящее время ЕРБ имеет 8 факультетов и 1 интегрированный колледж, в которых обучаются 12 тысяч студентов. ученики.

### Факультеты
- Факультет общественного здоровья и спорта
- Факультет права и истории
- факультет наук
- Факультет экономики
- Факультет искусств
- Факультет педагогики
- Филологический факультет (недоступная ссылка)
- Факультет философии
- Техникум